# Pliosaurus
Pliosaurus là một chi Plesiosauria sống vào thời kỳ tầng Kimmeridge và tầng Tithon (Jura muộn) tại nơi ngày nay là châu Âu và Nam Mỹ. Chế độ ăn của chúng gồm cá, động vật chân đầu, và bò sát biển. Chi này trong quá khứ gồm nhiều loài nhưng nghiên cứu gần đây cho thấy chỉ có sáu loài hợp lệ. Pliosaurus hiện gồm loài điển hình P. brachydeirus, cùng với P. brachyspondylus, P. carpenteri, P. funkei, P. kevani, P. macromerus, P. rossicus và P. westburyensis, và loài bị nghi ngờ P. portentificus. Đa số các loài Pliosaurus đáng chú ý ở kích thước cơ thể lớn của chúng, tuy chỉ những cá thể chưa trưởng thành của P. brachydeirus, P. brachyspondylus và P. portentificus được biết đến.